# Hydrangea kwangsiensis
Hydrangea kwangsiensis är en hortensiaväxtart som beskrevs av Hu Hsien-Hsu. Hydrangea kwangsiensis ingår i släktet hortensior, och familjen hortensiaväxter. Inga underarter finns listade i Catalogue of Life.